# Steve Shelley
Steve Shelley, född 23 juni 1963 i Midland i Michigan, är en amerikansk trummis.
Shelley spelade i flera olika central-Michiganband under sin uppväxt, bland annat en av originalmedlemmarna i punkbandet Crucifucks. Sedan 1984 är han med i Sonic Youth där han tog över efter Bob Bert. År 1995 startade han skivbolaget Smells Like Records med huvudkontor i Hoboken i New Jersey. Tillsammans med en vän och Two Dollar Guitarmusikern Tim Foljahn hjälpte han Cat Power att utveckla sin musik och hjälpte till som trummis under hennes första tre musikalbum.